# A17 (Groot-Brittannië)
De A17 is een 97,5 km lange hoofdverkeersweg in Engeland.
De weg verbindt Newark-on-Trent met King's Lynn.

## Foto's

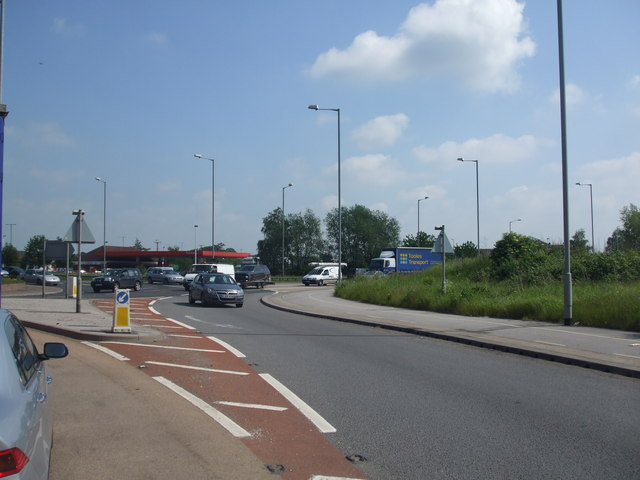
De A17 bij de Winthorpe roundabout
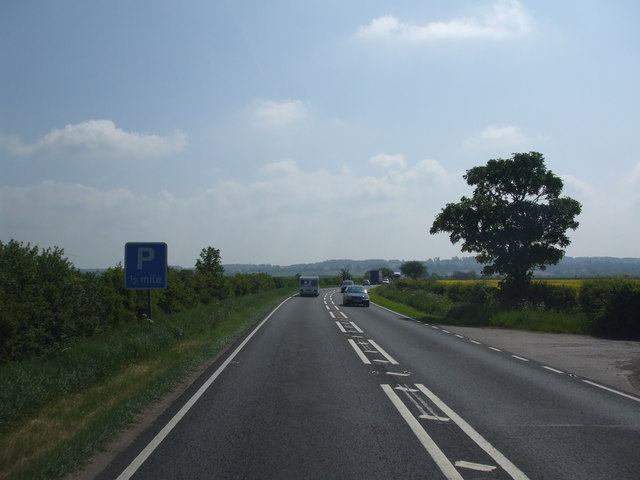
Nabij Leadenham gezien vanuit het westen met de Lincoln Cliff in de verte
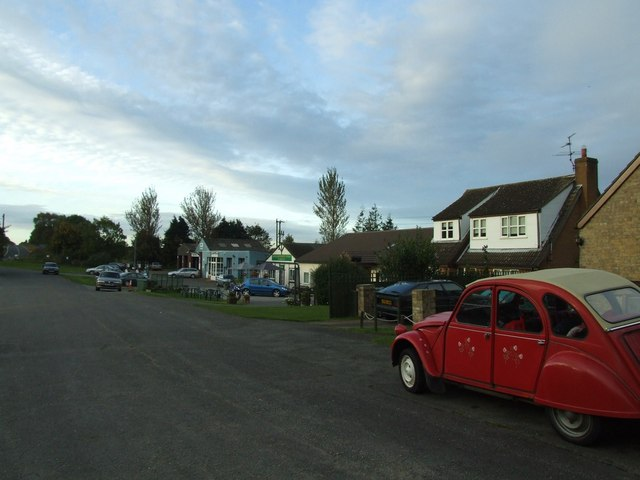
Byard's Leap cafe
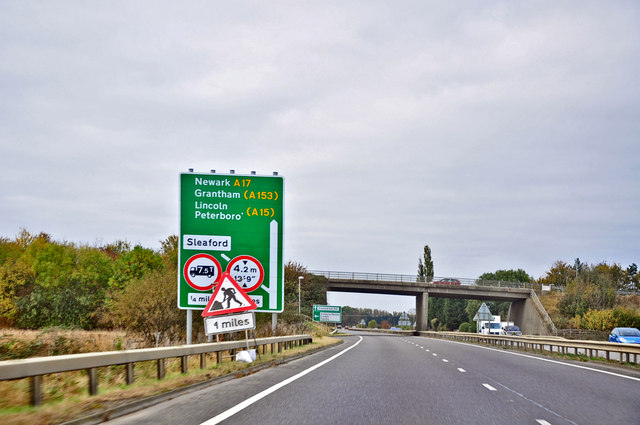
Kirkby la Thorpe aan het einde van de Sleaford bypass
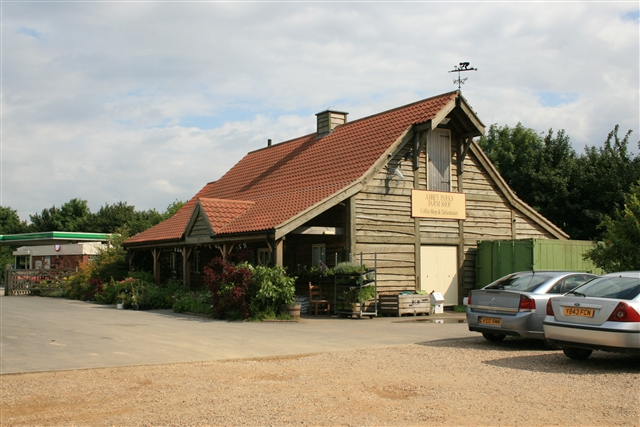
Abbey Parks farm shop in East Heckington
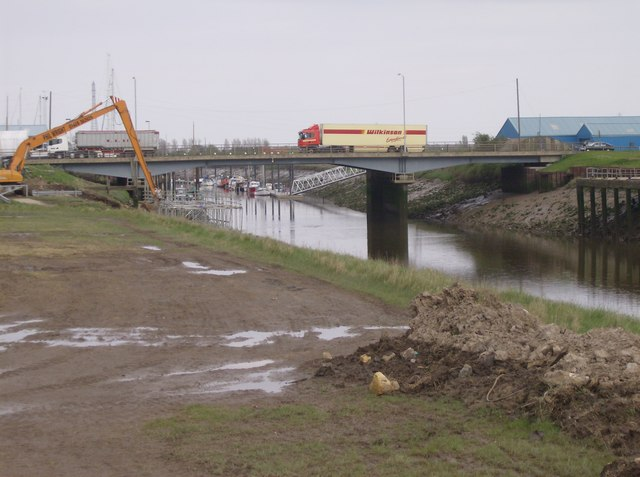
Fosdyke Bridge
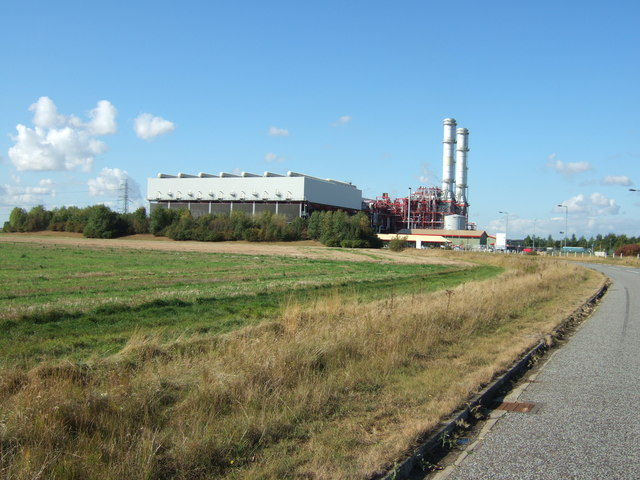
De energiecentrale bij Sutton Bridge